# Льогонка
Льогонка (рос. Лёгонка) — це вигадана рослина із фільму Мухобійка, яка боїться заходу Сонця, яку Мухобійка (персонаж) їсть її, щоб не боятися заходу Сонця, но якщо Мухобійка буде битися, то можливо, вона вискачить, але якщо з'їсть сильну, то ймовірність, що вискачить, низька. Її змушують її їсти, але не хоче, але потім їсть, хоча гірка на смак.